# Usambaraweber
Der Usambaraweber (Ploceus nicolli) auch Nicoll-Weber ist eine stark gefährdete Art aus der Familie der Webervögel (Ploceidae). Der Vogel ist endemisch in Tansania. Der Nicoll-Weber mit seinen Unterarten tritt nur in kleiner fragmentierter Dichte auf. Deshalb ist der Vogel auf der Roten Liste stark gefährdeter (Endangered) Arten des IUCN.

## Merkmale
Der Vogel ist ca. 13 bis 14 Zentimeter groß. Man sieht den Vogel vorwiegend in den oberen Straten und Baumkronen des Waldes. Der obere Teil des Gefieders ist matt schwarz. Der Kopf ist dunkelbraun mit einer Tendenz ins schwarz. Vom Genick bis zur Stirn ist die Farbe moderat gelb. Das Unterteil ist zitronengelb. Das Weibchen ist dem Männchen sehr ähnlich. Nur der Kopf hat ein kräftigeres braun.

## Verbreitungsgebiet
Man findet den Usambaraweber vorwiegend in den Bergen von Ost- (im Gebiet Shume, Magamba und Mazumbai) bzw. West- (im Gebiet des Nilo-Wald-Reservat) Usambara, Uluguru und Udzungwa.

## Unterarten
Es sind zwei Unterarten des Usambarawebers bekannt.
- Ploceus nicolli nicolli Sclater, WL, 1931[3] kommt in den Usambara-Bergen vor.
- Ploceus nicolli anderseni Franzmann, 1983[4] ist in den Uluguru- und den Udzungwa-Bergen verbreitet.

## Etymologie und Forschungsgeschichte
William Lutley Sclater beschrieb den Usambaraweber unter dem Namen Ploceus (Symplectes) nicolli . Als Fundort nannte er Amani im Gebiet von Tanganjika. »Ploceus« stammt von den griechischen Worten »plokeus, πλοκευς« für »Weber« von »plekō, πλεκω« für »flechten, verflechten« ab. Das Artepitheton »nicolli« ist Michael John Nicoll (1880–1925) gewidmet. »Anderseni« wurde zu Ehren von Thorkild Andersen, dem Sammler des Typusexemplars dieser Subspezies, vergeben.